# متیل وینیل کتون
متیل وینیل کتون (به انگلیسی: Methyl vinyl ketone) با فرمول شیمیایی C۴H۶O یک ترکیب شیمیایی با شناسه پاب‌کم ۶۵۷۰ است. که جرم مولی آن ۷۰٫۰۹ g/mol می‌باشد. 